# انتخابات البرلمان الأوروبي في المملكة المتحدة 2019
أوقف مكوّن المملكة المتحدة في انتخابات البرلمان الأوروبي لعام 2019 يوم الخميس 23 مايو 2019 وأُعلنت النتائج يومي الأحد 26 والاثنين 27 مايو 2019، بعد تصويت جميع دول الاتحاد الأوروبي الأخرى. كانت هذه مشاركة المملكة المتحدة الأخيرة في انتخابات برلمان أوروبي قبل انسحابها من الاتحاد الأوروبي في 31 يناير 2020، وكانت أيضًا آخر انتخابات تجرى بموجب أحكام قانون الانتخابات البرلمانية الأوروبية لعام 2002 قبل إلغائها بموجب قانون الاتحاد الأوروبي (الانسحاب) لعام 2018.
في البداية لم يكن هناك مخطط لإجراء انتخابات في المملكة المتحدة، إذ حُدد خروج بريطانيا من الاتحاد الأوروبي (في أعقاب استفتاء عام 2016) في 29 مارس من عام 2019. وعلى الرغم من ذلك، اتفقت الحكومة البريطانية والمجلس الأوروبي في القمة الأوروبية في 11 أبريل 2019 على تأجيل الانسحاب البريطاني حتى 31 أكتوبر 2019. بينما كان الموقف الافتراضي في قانون المملكة المتحدة والاتحاد الأوروبي هو إجراء انتخابات، واصلت حكومة المملكة المتحدة محاولاتها لتجنب المشاركة بالموافقة على الانسحاب قبل 23 مايو. في 7 مايو 2019، أقرت حكومة المملكة المتحدة أن الانتخابات ستجري.
كانت الانتخابات المرة التاسعة التي تنتخب فيها المملكة المتحدة أعضاء الاتحاد الأوروبي للبرلمان الأوروبي (والمرة الرابعة لجبل طارق). قُدمت تسميات المرشحين بحلول الساعة 16:00 يوم 25 أبريل 2019، وأُكمل تسجيل الناخبين في 7 مايو 2019. جلس أعضاء البرلمان الأوروبي حتى 31 يناير 2020.
كان خروج بريطانيا من الاتحاد الأوروبي هو القضية المركزية للحملة الانتخابية، قُدمت الحجج بأنه كان وكيلًا لاستفتاء ثان لخروج بريطانيا من الاتحاد الأوروبي. فاز حزب بريكزت بأكبر عدد من الأصوات وأصبح أكبر حزب وطني منفرد في الاتحاد الأوروبي، وكان الخيار المهيمن لأولئك الذين صوتوا لمغادرة الاتحاد الأوروبي. كانت أصوات من صوتوا للبقاء أكثر انقسامًا: حقق الديمقراطيون الليبراليون مكاسب كبيرة واحتلوا المركز الثاني على المستوى الوطني، في حين حقق حزب الخضر في إنجلترا وويلز والحزب الوطني الإسكتلندي تحسنًا في نتائجهم لعام 2014، وعلى الرغم من ذلك، فشل حزب تغيير المملكة المتحدة بالفوز بأي مقاعد. مقارنةً بنيتجة عام 2014، مُني حزب العمال وحزب المحافظين بخسائر فادحة، وفشل حزب الاستقلال البريطاني المهيمن سابقًا في انتخاب أي أعضاء في البرلمان الأوروبي.
في آيرلندا الشمالية، احتفظ كل من الحزب الجمهوري المؤيد للبقاء الشين فين والحزب الوحدوي الديمقراطي المؤيد للانسحاب بمقاعدهما، في حين خسر حزب أولستر الاتحادي مقعده لصالح حزب التحالف غير الطائفي المؤيد للبقاء. في اسكتلندا، انتخب الحزب الوطني الإسكتلندي ثلاثة أعضاء في البرلمان الأوروبي، في حين خسر حزب العمال كلًا من أعضاء البرلمان الأوروبي وفشل في الفوز بمقعد في اسكتلندا في انتخابات أوروبية للمرة الأولى في تاريخه. في ويلز، أصبح حزب بريكزت الحزب الأكبر، فيما احتل الحزب القومي بلايد سيمرو المرتبة الثانية. أصبح الحزب الليبرالي الديمقراطي أكبر حزب في لندن.
كانت الانتخابات أول اقتراع وطني في المملكة المتحدة منذ ديسمبر 1910، إذ وصل خلَف الحزب الليبرالي إلى أعلى من المركز الثالث في عدد الأصوات أو المقاعد، أو حصل فيها إما حزب المحافظين أو حزب العمال على أقل من 10% من الأصوات التي أدلي بها.

## أهلية التصويت
للتصويت في الانتخابات، كان يترتب على الأفراد أن يكونوا:
- في السجل الانتخابي
- يبلغون من العمر 18 أو أكثر في يوم الانتخاب
- مواطنين بريطانيين أو آيرلنديين أو حاصلين على المواطنية الكومونويلثية أو مواطنية الاتحاد الأوروبي
- مقيمين في عنوان في المملكة المتحدة، أو مواطنًا بريطانيًا يعيش في الخارج سُجل ليصوت في المملكة المتحدة خلال ال15 عامًا التي سبقت الانتخابات[10]
- وغير مستبعدين قانونيًا من التصويت (مثل شخص مدان محتجز في السجن أو مستشفى للأمراض العقلية أو طليقًا بشكل غير قانوني إذا كان سيعتقل،[11] أو شخص أدين بممارسات فاسدة أو غير قانونية معينة) [12]

كان يجب تسجيل الأفراد للتصويت بحلول منتصف ليل 7 مايو 2019. يمكن لأي شخص لديه منزلين، مثل طالب جامعي بعنوان محدد ولكنه يعيش في المنزل أثناء العطلات، أن يكون مسجلًا للتصويت في كلا العنوانين ما داما ليسا في المنطقة الانتخابية نفسها، غير أنه يمكنه التصويت في دائرة انتخابية واحدة فقط في الانتخابات.
يتعين على مواطني الاتحاد الأوروبي أيضًا (باستثناء المواطنين البريطانيين والآيرلنديين والقبارصة والمالطيين) تقديم نموذج تسجيل ناخبي الاتحاد الأوروبي (يُعرف أيضًا نموذج يو سي 1 أو نموذج إي سي 6) بحلول منتصف ليل 7 مايو 2019 للتأكيد على أنهم سيصوتون في انتخابات البرلمان الأوروبي في المملكة المتحدة فقط، وليس في وطنهم. وعلى الرغم من ذلك، في السلطات المحلية الـ10 الأعلى التي يتواجد فيها مواطنون من الاتحاد الأوروبي، أعاد 21% فقط من مواطني الاتحاد الأوروبي الذين كانوا قد سُجلوا في السجل الانتخابي هذه النموذج بحلول الموعد النهائي. لم يتمكن مواطنو الاتحاد الأوروبي الذين لم يقدموا هذا النموذج من التصويت في الانتخابات.

## الدوائر الانتخابية
قُسمت المملكة المتحدة إلى 12 دائرة انتخابية متعددة الأعضاء: الأقاليم التسعة في إنجلترا، بالإضافة إلى اسكتلندا وويلز وآيرلندا الشمالية. خُصص جبل طارق إلى دائرة جنوب غرب إنجلترا الانتخابية. كما كان الحال منذ عام 1999، استندت الدوائر الانتخابية الإنجليزية إلى أقاليم الحكومة الإنجليزية التسعة. كان توزيع المقاعد هو نفسه في عام 2014.

## الطريقة الانتخابية
في بريطانيا العظمى، وقف المرشحون إما على قائمة حزبية، تُعرف بالقائمة المغلقة، بترتيب محدد من الأولوية يقرره ذلك الحزب، أو كقائمة مستقلة. اختار الناخبون حزبًا (وليس مرشحًا فرديًا للحزب) أو مرشحًا مستقلًا. تخصص المقاعد بعد ذلك بشكل يتناسب مع حصة الأصوات لكل حزب أو مرشح فردي في الإقليم الانتخابي باستخدام طريقة هوندت لإحصاء الأصوات. خصص المقعد الأول للحزب أو الفرد الحاصل على أكبر عدد من الأصوات.